# S.C.I.E.N.C.E.
S.C.I.E.N.C.E. — другий студійний альбом американської групи Incubus, який вийшов 9 вересня 1997 року.

## Композиції
1. Redefine - 3:22
2. Vitamin - 3:13
3. New Skin - 3:51
4. Idiot Box - 4:07
5. Glass - 3:37
6. Magic Medicine - 3:03
7. A Certain Shade of Green - 3:11
8. Favorite Things - 3:11
9. Summer Romance - 4:26
10. Nebula - 3:50
11. Deep Inside - 3:55
12. Calgone - 16:05